# Мірко Вальдіфьйорі
Мірко Вальдіфьйорі (італ. Mirko Valdifiori, нар. 21 квітня 1986, Луго) — італійський футболіст, півзахисник. Грав за національну збірну Італії.

## Клубна кар'єра
Народився 21 квітня 1986 року в місті Луго. Вихованець футбольної школи клубу «Чезена». Дорослу футбольну кар'єру розпочав 2004 року в основній команді того ж клубу, в якій провів два сезони, взявши участь лише у 3 матчах чемпіонату.
Згодом з 2006 по 2008 рік грав у складі команд клубів «Павія» та «Леньяно».
Своєю грою за останню команду привернув увагу представників тренерського штабу клубу «Емполі», до складу якого приєднався 2008 року. Відіграв за команду з Емполі наступні сім сезонів своєї ігрової кар'єри. Більшість часу, проведеного у складі «Емполі», був основним гравцем команди. 2014 року допоміг команді підвищитися в класі до Серії A, а ще за рік, влітку 2015, перейшов до «Наполі». Провів у Неаполі два сезони, протягом яких з'являвся на полі у складі основної команди лише епізодами.
У серпні 2016 року за 3,5 мільйона євро перейшов до «Торіно», де також не зміг стати стабільним гравцем основного складу. Влітку 2018 року новою командою гравця став СПАЛ. Протягом двох сезонів був гравцем ротації клубу.
2020 року досвідчений гравець приєднався до друголігової «Пескари». За результатами сезону 2020/21 команда понизилася до третього дивізіону, на рівні якого Вальдіфьйорі вже не грав, а в січні 2022 року залишив команду, отримавши статус вільного агента.

## Виступи за збірну
У 2015 році провів свою першу і єдину гру у складі національної збірної Італії.
| Дата       | Місто | Господарі | Результат | Гості  | Турнір           | Голи | Примітки |
| ---------- | ----- | --------- | --------- | ------ | ---------------- | ---- | -------- |
| 31-03-2015 | Турин | Італія    | 1 – 1     | Англія | товариський матч | -    | 67'      |
| Усього     |       | Матчів    | 1         |        | Голів            | 0    |          |